# Itamar Golan
Itamar Golan (hebräisch איתמר גולן; * 3. August 1970 in Vilnius) ist ein israelischer Pianist und Musikpädagoge litauischer Familienherkunft.

## Leben und Werk
Itamar Golan wurde am 3. August 1970 in Vilnius geboren. Im Alter von einem Jahr wanderten seine Eltern mit ihm nach Israel aus. Dort begann er sein Musikstudium. Im Alter von sieben Jahren gab er seine ersten Konzerte in Tel-Aviv. Er studierte zunächst Klavier bei Lara Vodovoz und Emmanuel Krasovsky in Israel. Von 1985 bis 1989 studierte er bei Leonard Shure, Patricia Zander und Chaim Taub (Kammermusik) am New England Conservatory in Boston. Von 1991 bis 1994 besuchte er die Manhattan School of Music. Er erhielt mehrfach Stipendien der Amerikanisch-Israelischen Kulturstiftung. Seit seiner Studienzeit Zeit widmete er sich nahezu ausschließlich der Kammermusik.
Itamar Golan konzertierte kammermusikalisch unter anderem mit Barbara Hendricks, Maxim Vengerov, Tabea Zimmermann und Ida Haendel. Er nahm regelmäßig an bedeutenden internationalen Musikfestivals wie denen von Ravin, Chicago, Tangelwood, Salzburg, Edinburgh, Besançon, Ludwigsburg, Verbier oder Luzern teil. Er konzertierte als Solist mit dem Israel Philharmonic Orchestra und den Berliner Philharmonikern unter Zubin Mehta. Er spielte für die Label Deutsche Grammophon, Teldec, EMI und Sony Classical Tonträgeraufnahmen ein.
Itamar Golan wirkte von 1991 bis 1994 als Lehrer an der Manhattan School of Music. Seit 1994 wirkt er als Professor für Kammermusik am Conservatoire National Supérieure de Musique et de Danse (CNSMDP) in Paris.